# Nishizawa Kenta
Nishizawa Kenta (sinh ngày 6 tháng 9 năm 1996) là một cầu thủ bóng đá người Nhật Bản.

## Sự nghiệp câu lạc bộ
Nishizawa Kenta hiện đang chơi cho Shimizu S-Pulse.